# Pablo Armero
Pablo Estifer Armero (Tumaco, 2 de novembro de 1986) é um ex-futebolista colombiano que atuava como lateral-esquerdo.

## Clubes

### Palmeiras
Após boas atuações no América de Cali, conquistando o 13° Campeonato Nacional, e atuando bem na Seleção Colombiana, Armero acertou sua ida para o Palmeiras no ano de 2009. Logo tornou-se titular da lateral-esquerda. Armero ajudou o Palmeiras chegar a semifinal do Campeonato Paulista, antes de perder para o Santos. Porém foi elogiado por sua velocidade e habilidades de cruzamento e jogou muitas partidas, ajudando o Palmeiras a chegar a liderança na Série A. Em março de 2010, na vitória de virada contra o Santos por 4 a 3 na Vila Belmiro, após um cruzamento para o atacante Robert que resultou no gol de empate em 2 a 2, a coreografia feita por Armero na comemoração gerou repercussão na mídia. O colombiano tentou dançar o Rebolation, hit do carnaval baiano de 2010 especialmente na internet, e a dança foi apelidada de "Armeration", sendo reproduzida no mundo inteiro.
Ainda em 2010, Armero assinou um pré-contrato com o Parma, mas a negociação falhou após a Federação Italiana de Futebol reduzir a permissão de jogadores extra comunitários de dois para um. Armero foi reintegrado ao elenco do Palmeiras e assinou um novo contrato no dia 12 de julho de 2010. Ao decorrer da temporada de 2010, Armero teve uma grande queda de rendimento e ficou vários jogos na reserva do time. Em jogo contra o Corinthians, o lateral foi substituído pelo então treinador Muricy Ramalho, e chorou no banco de reservas.

### Udinese
No dia 28 de agosto de 2010, Armero foi vendido para a Udinese. Nessa temporada, Armero se destacou ao lado de nomes como Samir Handanovič, Kwadwo Asamoah, Antonio Di Natale e Alexis Sánchez, e a Udinese terminou em quarto lugar na Serie A, voltando assim a disputar a Liga dos Campeões.

### Napoli
No dia 9 de janeiro de 2013, Armero foi emprestado ao Napoli até o final da temporada 2012–13, com a opção de compra após o fim do empréstimo. A maioria das aparições de Armero no Napoli vieram de substituições. Durante a janela de transferências de verão de 2013, o clube exerceu o direito de compra.

### West Ham
Foi emprestado no dia 31 de janeiro de 2014 ao West Ham, até o final da temporada. Estreou no dia 15 de março, em uma derrota por 3 a 1 para o Stoke City. Seu último jogo foi no dia 19 de abril, em uma derrota por 1 a 0 em casa para o Crystal Palace. O gol da vitória foi marcado por Mile Jedinak após Armero ter cometido um pênalti, cujo desempenho foi criticado pelo técnico Sam Allardyce.

### Udinese e Milan
Durante a Copa do Mundo de 2014, Armero foi recontratado pela Udinese, clube que havia jogado entre 2010 e 2012. No dia 11 de agosto de 2014 foi emprestado ao Milan por ano, com opção de compra. Armero fez sua estreia pelo Rossoneri no dia 31 de agosto, num jogo contra a Lazio.

### Flamengo
Foi emprestado novamente em 9 de abril de 2015, desta vez ao Flamengo, até o fim do ano. Estreou em partida contra o Avaí pela terceira rodada do Campeonato Brasileiro.

### Bahia
Em dezembro de 2016, foi anunciado como primeiro reforço do Bahia para a temporada de 2017. No dia 24 de maio de 2017, Armero foi o responsável por dar a assistência para o gol de Edigar Junio, ajudando o Bahia a conquistar pela terceira vez o título da Copa do Nordeste.

### CSA
Em março de 2019, Armero assinou contrato com o CSA. Depois de quatro partidas pelo clube, o jogador foi demitido por indisciplina.

## Seleção Nacional

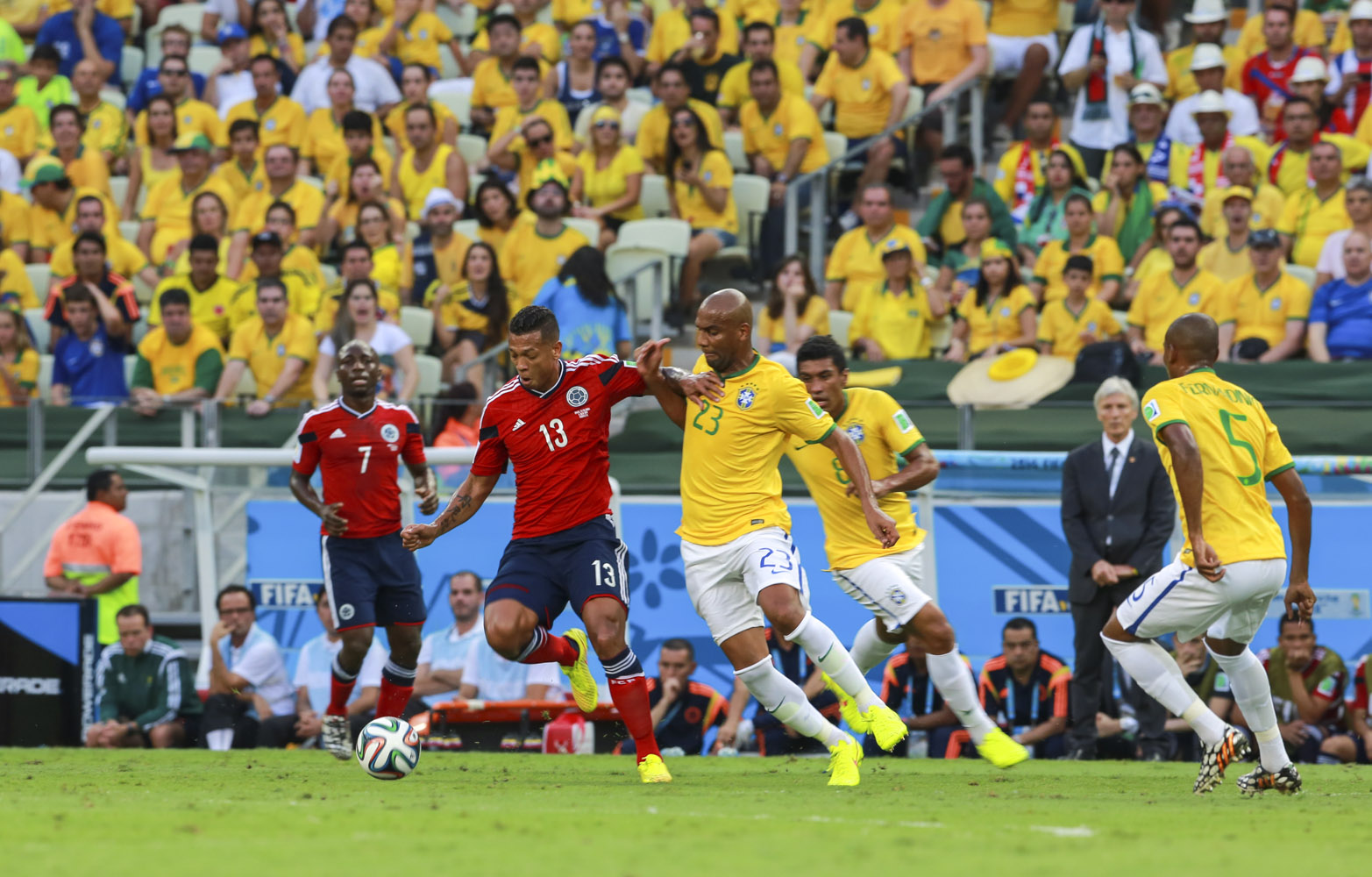
Armero (à esquerda) durante a partida Brasil x Colômbia pela Copa do Mundo de 2014.

Armero jogou pela equipe sub-17 da Seleção Colombiana no Campeonato Mundial Sub-17 de 2003, e foi promovido ao time principal em 2008 por suas atuações no América de Cali. Ele fez seu primeiro jogo pela seleção da Colômbia numa vitória por 5 a 2 sobre a Venezuela, e conquistou a posição de lateral-esquerdo titular na equipe. Em março de 2013, ele marcou seu primeiro gol para a Colômbia em uma vitória por 5 a 0 sobre a Bolívia.
Foi convocado para a Copa do Mundo de 2014. Na primeira partida da seleção no Grupo C, marcou o primeiro gol da vitória contra a Grécia.

### Gols pela seleção Colombiana
| 1.                                     | 22 de março | Estadio Metropolitano Roberto Meléndez, Barranquilla, Colômbia | 5–0 | Bolívia | 1 | Eliminatórias da Copa do Mundo FIFA de 2014 |
| 2.                                     | 14 de junho | Mineirão, Belo Horizonte, Brasil                               | 3–0 | Grécia  | 1 | Copa do Mundo FIFA de 2014                  |
| Legenda: Vitórias — Empates — Derrotas |             |                                                                |     |         |   |                                             |

## Títulos

#### América de Cali
- Campeonato Colombiano: 2008 II

#### Bahia
- Copa do Nordeste: 2017

### Individuais
- Equipe do Ano Campeonato Italiano Serie A: 2010–11
- Seleção da Copa do Nordeste de 2017